# Hacıömerli, Aliağa
Hacıömerli là một xã thuộc huyện Aliağa, tỉnh İzmir, Thổ Nhĩ Kỳ. Dân số thời điểm năm 2010 là 810 người.